# Selección de fútbol sub-20 de Malasia
La Selección de fútbol sub-20 de Malasia, conocida también como la Selección juvenil de fútbol de Malasia, es el equipo que representa al país en la Copa Mundial de Fútbol Sub-20, en el Campeonato Juvenil de la AFC y en el Campeonato Juvenil de la ASEAN; y es controlada por la Asociación de Fútbol de Malasia.

## Palmarés
- Campeonato Juvenil de la AFC: 0
  - Finalista: 3

1959, 1960, 1968
- Campeonato Juvenil de la ASEAN: 0
  - Finalista: 3

2005, 2006, 2007

## Estadísticas

### Mundial Sub-20
| Récord         | Récord         | Récord       | Récord       | Récord       | Récord       | Récord       | Récord       | Récord       |
| -------------- | -------------- | ------------ | ------------ | ------------ | ------------ | ------------ | ------------ | ------------ |
| Año            | Ronda          | Pos.         | J            | G            | E            | P            | GF           | GC           |
| de 1977 a 1995 | No clasificó   | No clasificó | No clasificó | No clasificó | No clasificó | No clasificó | No clasificó | No clasificó |
| 1997           | Fase de grupos | 24/24        | 3            | 0            | 0            | 3            | 2            | 9            |
| de 1999 a 2009 | No clasificó   | No clasificó | No clasificó | No clasificó | No clasificó | No clasificó | No clasificó | No clasificó |
| 2011           | No clasificó   | No clasificó | No clasificó | No clasificó | No clasificó | No clasificó | No clasificó | No clasificó |
| 2013           | No clasificó   | No clasificó | No clasificó | No clasificó | No clasificó | No clasificó | No clasificó | No clasificó |
| 2015           | No clasificó   | No clasificó | No clasificó | No clasificó | No clasificó | No clasificó | No clasificó | No clasificó |
| 2017           | No clasificó   | No clasificó | No clasificó | No clasificó | No clasificó | No clasificó | No clasificó | No clasificó |
| 2019           | No clasificó   | No clasificó | No clasificó | No clasificó | No clasificó | No clasificó | No clasificó | No clasificó |
| Total          | 1/22           | -            | 3            | 0            | 0            | 3            | 2            | 9            |

### Campeonato Juvenil de la AFC
| Récord         | Récord           | Récord       | Récord       | Récord       | Récord       | Récord       | Récord       | Récord       |
| -------------- | ---------------- | ------------ | ------------ | ------------ | ------------ | ------------ | ------------ | ------------ |
| Año            | Ronda            | Pos.         | J            | G            | E            | P            | GF           | GC           |
| 1959           | Finalista        | 2/4          | 3            | 2            | 0            | 1            | 14           | 2            |
| 1960           | Finalista        | Finalista    | Finalista    | Finalista    | Finalista    | Finalista    | Finalista    | Finalista    |
| 1961           | 1.ª Ronda        | 5/10         | 4            | 2            | 1            | 1            | 15           | 7            |
| 1962           | 4º Lugar         | 4/10         | 5            | 2            | 2            | 1            | 11           | 6            |
| 1963           | 1.ª Ronda        | 5/12         | 5            | 3            | 0            | 2            | 10           | 6            |
| 1964           | Desconocido      | Desconocido  | Desconocido  | Desconocido  | Desconocido  | Desconocido  | Desconocido  | Desconocido  |
| 1965           | 3º Lugar         | 3/10         | 5            | 3            | 0            | 2            | 6            | 7            |
| 1966           | Cuartos de final | 5/12         | 4            | 2            | 1            | 1            | 8            | 3            |
| 1967           | 1.ª ronda        | 14/14        | 2            | 0            | 0            | 2            | 1            | 10           |
| 1968           | Finalista        | 2/12         | 7            | 4            | 0            | 3            | 9            | 15           |
| 1969           | Cuartos de final | 5/15         | 4            | 1            | 1            | 2            | 4            | 8            |
| 1970           | Desconocido      | Desconocido  | Desconocido  | Desconocido  | Desconocido  | Desconocido  | Desconocido  | Desconocido  |
| 1971           | Cuartos de final | 5/16         | 4            | 2            | 0            | 2            | 3            | 6            |
| de 1972 a 1974 | Desconocido      | Desconocido  | Desconocido  | Desconocido  | Desconocido  | Desconocido  | Desconocido  | Desconocido  |
| 1975           | 1.ª ronda        | 15/19        | 4            | 0            | 2            | 2            | 3            | 7            |
| 1976           | 1.ª ronda        | 14/15        | 3            | 0            | 0            | 3            | 0            | 9            |
| 1977           | 1.ª ronda        | 8/13         | 3            | 0            | 2            | 1            | 1            | 4            |
| 1978           | 1.ª ronda        | 14/18        | 3            | 1            | 0            | 2            | 3            | 9            |
| de 1980 a 2002 | No clasificó     | No clasificó | No clasificó | No clasificó | No clasificó | No clasificó | No clasificó | No clasificó |
| 2004           | Cuartos de final | 8/16         | 4            | 2            | 0            | 2            | 4            | 6            |
| 2006           | Fase de grupos   | 15/16        | 3            | 0            | 0            | 3            | 1            | 7            |
| 2008           | No clasificó     | No clasificó | No clasificó | No clasificó | No clasificó | No clasificó | No clasificó | No clasificó |
| 2010           | No clasificó     | No clasificó | No clasificó | No clasificó | No clasificó | No clasificó | No clasificó | No clasificó |
| 2012           | No clasificó     | No clasificó | No clasificó | No clasificó | No clasificó | No clasificó | No clasificó | No clasificó |
| 2014           | No clasificó     | No clasificó | No clasificó | No clasificó | No clasificó | No clasificó | No clasificó | No clasificó |
| Total          | -                | 3 Finales    | -            | -            | -            | -            | -            | -            |

### Campeonato Juvenil de la ASEAN
| Récord | Récord    | Récord    | Récord | Récord | Récord | Récord | Récord | Récord |
| ------ | --------- | --------- | ------ | ------ | ------ | ------ | ------ | ------ |
| Año    | Ronda     | Pos.      | J      | G      | E      | P      | GF     | GC     |
| 2005   | Finalista | 2/10      | 5      | 3      | 1      | 2      | 21     | 8      |
| 2006   | Finalista | 2/4       | 3      | 1      | 1      | 1      | 4      | 4      |
| 2007   | Finalista | 2/8       | 5      | 3      | 0      | 2      | 13     | 7      |
| Total  | 3/3       | 3 Finales | 13     | 7      | 2      | 5      | 38     | 19     |

### Trofeo Bolkiah
| Récord | Récord           | Récord | Récord | Récord | Récord | Récord | Récord |
| Año    | Ronda            | J      | G      | E      | P      | GF     | GC     |
| ------ | ---------------- | ------ | ------ | ------ | ------ | ------ | ------ |
| 2002   | Semifinal        | 5      | 2      | 0      | 3      | 13     | 9      |
| 2005   | Fase de grupos   | 4      | 2      | 0      | 2      | 3      | 7      |
| 2007   | Semifinal        | 4      | 1      | 1      | 2      | 4      | 7      |
| Total  | Mejor: Semifinal | 13     | 5      | 1      | 7      | 20     | 23     |